# Flesh and Blood (película de 1985)
Flesh and Blood (Los señores del acero en España; Carne y sangre en México) es una película de aventuras rodada en 1985 y dirigida por Paul Verhoeven. Está ambientada en Europa el año 1501, siguiendo la historia de un grupo de mercenarios en sus saqueos, violaciones y asesinatos.
El guion está basado en parte en material sin estrenar de la serie Floris de la televisión holandesa, la que fue el debut de Gerard Soeteman, Paul Verhoeven y Rutger Hauer.

## Argumento
La acción comienza en algún lugar de Europa en 1501, donde un ejército mercenario pone bajo asedio una ciudad para devolvérsela a su antiguo gobernante, Arnolfini (Fernando Hilbeck). Para motivar a los mercenarios, Arnolfini les autoriza a saquear la ciudad, por lo que una vez capturada los mercenarios se entregan a una orgía de asesinatos, saqueos y violaciones.
Durante el asalto, Hawkwood, el capitán que manda a los mercenarios (Jack Thompson), hiere mortalmente a una monja por error y, temiendo quedar maldito, hace todo lo que es posible para que la curen.
Arnolfini pronto se percata de que el pillaje de sus mercenarios le supondrá graves pérdidas económicas, y aprovechándose de los temores de Hawkwood, le convence para que traicione a sus hombres, les acorrale en una plaza y los obligue a rendirse y entregarle sus armas y el botín, para después dispersarlos, todo esto frente a las protestas de su hijo Steven (Tom Burlinson) más partidario de cumplir con su palabra de honor. Los hombres son dispersados en pequeños grupos desesperados y hambrientos.
En unas ruinas nace muerto el hijo de uno de los soldados, Martín (Rutger Hauer) y una prostituta, y al enterrarlo se encuentran con una imagen de San Martín de Tours. El capellán del grupo ve esto como una señal del cielo que les dicta seguir a Martín como su nuevo líder y este determina vengarse de sus antiguos amos y robarles sus riquezas.
Mientras tanto, Steven es prometido a la princesa Agnes (Jennifer Jason Leigh) y, pese a sus reticencias a casarse puesto que prefiere dedicarse a la ciencia, su padre le fuerza a encontrarse con su prometida durante una cacería, causándole un gran enojo. Agnes, pese a su inocencia, es una mujer astuta y de fuerte personalidad, que consigue seducir a Steven con facilidad a través de las supuestas propiedades mágicas de la mandrágora.
Posteriormente, Martín y sus hombres emboscan la caravana en la que viajan Agnes y Steven, matando a casi toda la escolta, hiriendo gravemente a Arnolfini, y llevándose sin saberlo a Agnes escondida en uno de los carromatos, presa del terror.
Esa noche, mientras los mercenarios se reparten el botín, Martín descubre a una asustada Agnes y sus hombres intentan una violación colectiva, pero Martín decide tomarla para sí mismo, Agnes, en su propósito de sobrevivir a cualquier precio le seduce en el convencimiento de que como líder del grupo él protegerá lo que considera suyo.
Al día siguiente los mercenarios asaltan un castillo y masacran a sus habitantes, quedando como única superviviente una niña enferma de peste que huye de allí.
Steven, acompañado por Hawkwood, sigue el rastro de los mercenarios y encuentra a la niña moribunda, con lo que finalmente localiza el castillo, Hawkwood, sin embargo, se contagia la peste al intentar ayudar a la niña.

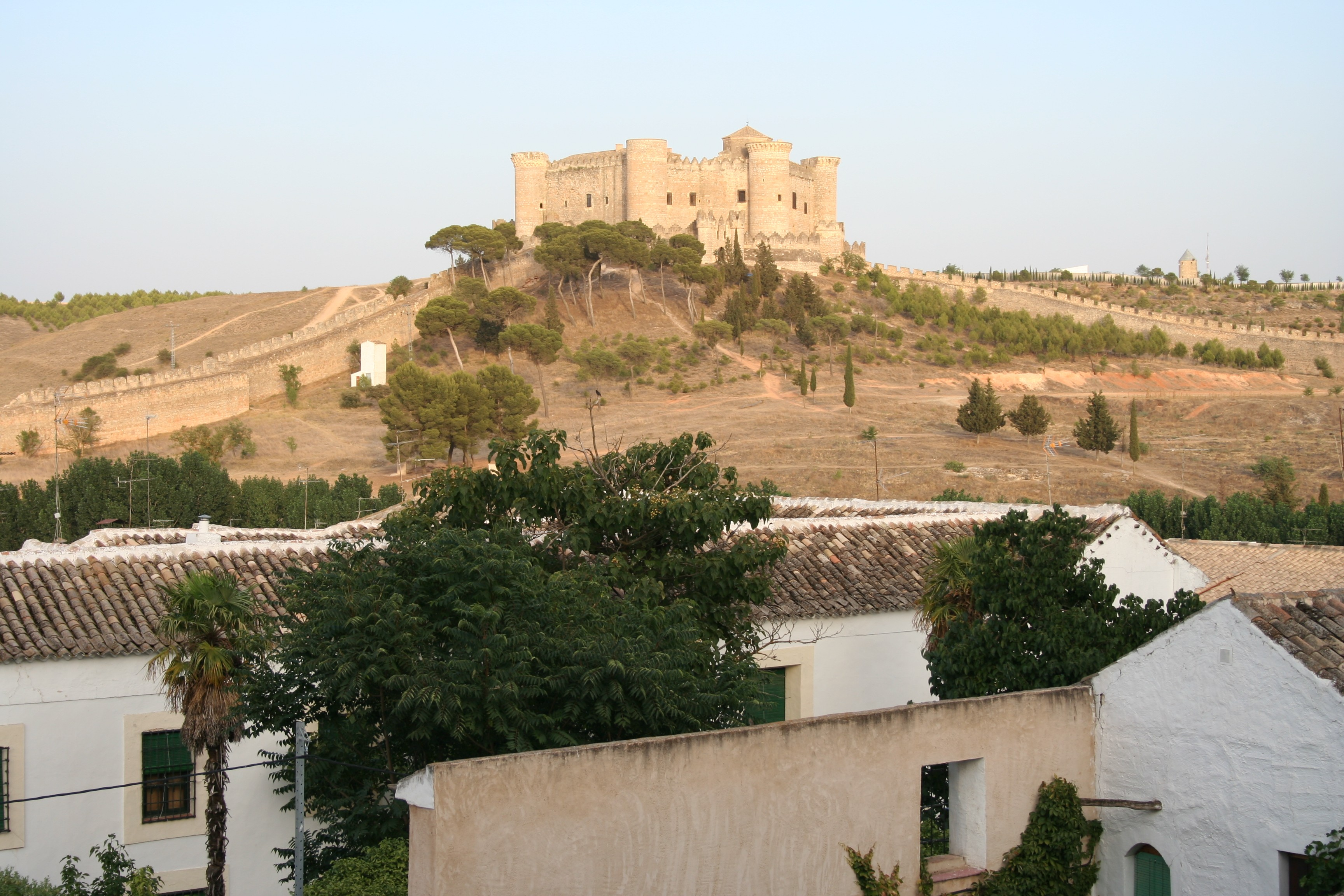
El castillo de Belmonte.

Cuando llegan al castillo Steven se encuentra con que aparentemente Agnes se ha unido a la banda de mercenarios y Martín le exige que abandone porque ella no le quiere. No obstante Agnes le arroja su medallón enviándole un mensaje de que le ama y suplica que la rescate. Steven comienza de inmediato la construcción de una máquina de asedio, pero la máquina es destruida y la mayoría de sus hombres son masacrados, siendo él mismo capturado prisionero y torturado por Martín y los suyos.
Hawkwood entonces intenta una última treta, arroja los trozos de un perro infectados de peste al castillo con una catapulta y espera la llegada de Arnolfini con tropas de refuerzo.
Steven consigue envenenar el pozo del castillo arrojando un trozo del perro dentro y a la mañana siguiente tres de sus enemigos enferman por ello, los mercenarios acusan a Martín de traidor y le arrojan al pozo, intentando después huir, sólo para encontrarse acorralados por las tropas de Arnolfini.
Tanto Martín como Steven consiguen escapar, mientras Martín busca a Agnes para asesinarla y no entregársela a Steven. Este consigue abrir las puertas del castillo para que las tropas de su padre masacren a los mercenarios. Luego consigue salvar a Agnes in extremis mientras Martín la estrangulaba.

## Reparto
| Actor                | Personaje                            |
| -------------------- | ------------------------------------ |
| Rutger Hauer         | Martin, mercenario                   |
| Jennifer Jason Leigh | Agnes, hija de aristócrata           |
| Tom Burlinson        | Steven, hijo de Arnolfini            |
| Jack Thompson        | Hawkwood, capitán de los mercenarios |
| Fernando Hilbeck     | Arnolfini, señor feudal              |
| Susan Tyrrell        | Celine, prostituta                   |
| Ronald Lacey         | Cardenal                             |
| Brion James          | Karsthans, mercenario                |
| Bruno Kirby          | Orbec, mercenario                    |
| Simón Andreu         | Miel, mercenario                     |
| John Dennis Johnston | Summer, mercenario                   |
| Marina Saura         | Polly, prostituta                    |
| Kitty Courbois       | Anna                                 |
| Jake Wood            | Hijo de Anna                         |
| Nancy Cartwright     | Kathleen                             |
| Héctor Alterio       | Niccolo                              |
| Blanca Marsillach    | Clara                                |
| Jorge Bosso          | Sterz                                |
| Mario De Barros      | Herman                               |
| Hans Veerman         | Padre George                         |
| Ida Bons             | Roly Poly                            |
| Jaime Segura         | Señor del castillo                   |
| Bettina Brenner      | Dama del castillo                    |
| Siobhan Hayes        | Niña del castillo                    |
| Susan Beresford      | Mujer robusta                        |
| Mònica Lucchetti     | Mujer sin lengua                     |
| Anne Lockhart        | Anne Lockhart                        |

## Ficha técnica
Esta película es muy propia de la filmografía de Paul Verhoeven, por la crudeza, a veces excesiva, de las escenas violentas. La banda sonora es una magnífica composición de Basil Poledouris, la película fue íntegramente rodada en España.

## Localizaciones
Fue filmada en España, en las ciudades de Belmonte, Cáceres y Ávila.

## Recepción crítica
Aunque fue un fracaso de taquilla tras su estreno, la producción se convirtió en un filme de culto. Tiene un 80% de índice aprobatorio en la página Rotten Tomatoes, basado en 15 reseñas indicando críticas generalmente positivas.